# Järvinevan metsä
Järvinevan metsä este o arie protejată (arie specială de conservare — SAC, sit de importanță comunitară — SCI) din Finlanda întinsă pe o suprafață de 11 ha, integral pe uscat.

## Localizare
Centrul sitului Järvinevan metsä este situat la coordonatele 62°52′37″N 22°51′57″E / 62.8769°N 22.8658°E.

## Înființare
Situl Järvinevan metsä a fost declarat sit de importanță comunitară în mai 2002 pentru a proteja 1 specie de animale. Situl a fost protejat și ca arie specială de conservare în aprilie 2015.

## Biodiversitate
Situată în ecoregiunea boreală, aria protejată conține 2 habitate naturale: Taiga vestică, Mlaștini împădurite.
La baza desemnării sitului se află o specie protejată de  mamifere: veveriță zburătoare siberiană (Pteromys volans).